# ヘンリー・キャンベル＝バナマン
サー・ヘンリー・キャンベル＝バナマン （英: Sir Henry Campbell-Bannerman, GCB PC、1836年9月7日 – 1908年4月22日）は、イギリスの政治家。
1899年にサー・ウィリアム・ヴァーノン・ハーコートが退任した後に自由党党首となり、1905年からの自由党政権の最初の首相（在職1905年-1908年）となった。在任中は野党保守党が貴族院で法案を阻止する戦術を取ったため、出来たことは多くなかった。1908年に病により退任し、ハーバート・ヘンリー・アスキスが自由党党首、首相の地位を継承した。

## 経歴

### 生い立ち
サー・ジェームズ・キャンベルとその妻ジャネットの息子としてスコットランドのグラスゴーに生まれた。グラスゴー高校を卒業した後、グラスゴー大学へ進学し、ついでケンブリッジ大学トリニティー・カレッジに進学した。

### 政界での昇進
1868年11月にスターリング・バラ選挙区から自由党の庶民院議員に選出される。以後40年間この議席を保ち続けた。1872年には叔父の意思で姓をキャンベル＝バナマンに変更した。
第1次グラッドストン内閣期の1871年11月から1874年2月にかけては陸軍省財政担当政務次官を務めた。第2次グラッドストン内閣期には、1880年4月から1882年5月まで陸軍省財政担当政務次官、1882年5月から1884年10月まで海軍省政務次官、1884年10月にアイルランド担当大臣を務めた。1886年の第3次グラッドストン内閣では陸軍大臣を務めた。
1892年から1894年にかけての第4次グラッドストン内閣でも陸軍大臣を務めた。グラッドストンが失脚するに至った1893年から1894年にかけての海軍増強をめぐる閣内論争ではグラッドストンの意に反して海軍増強を支持した。グラッドストン辞職後に成立したローズベリー伯爵内閣でも陸軍大臣に留任したが、1895年6月には彼の所管であった陸軍予算問題で政府案が議会の採決に敗れた結果、ローズベリー伯爵内閣が総辞職に追い込まれている。

### 自由党党首

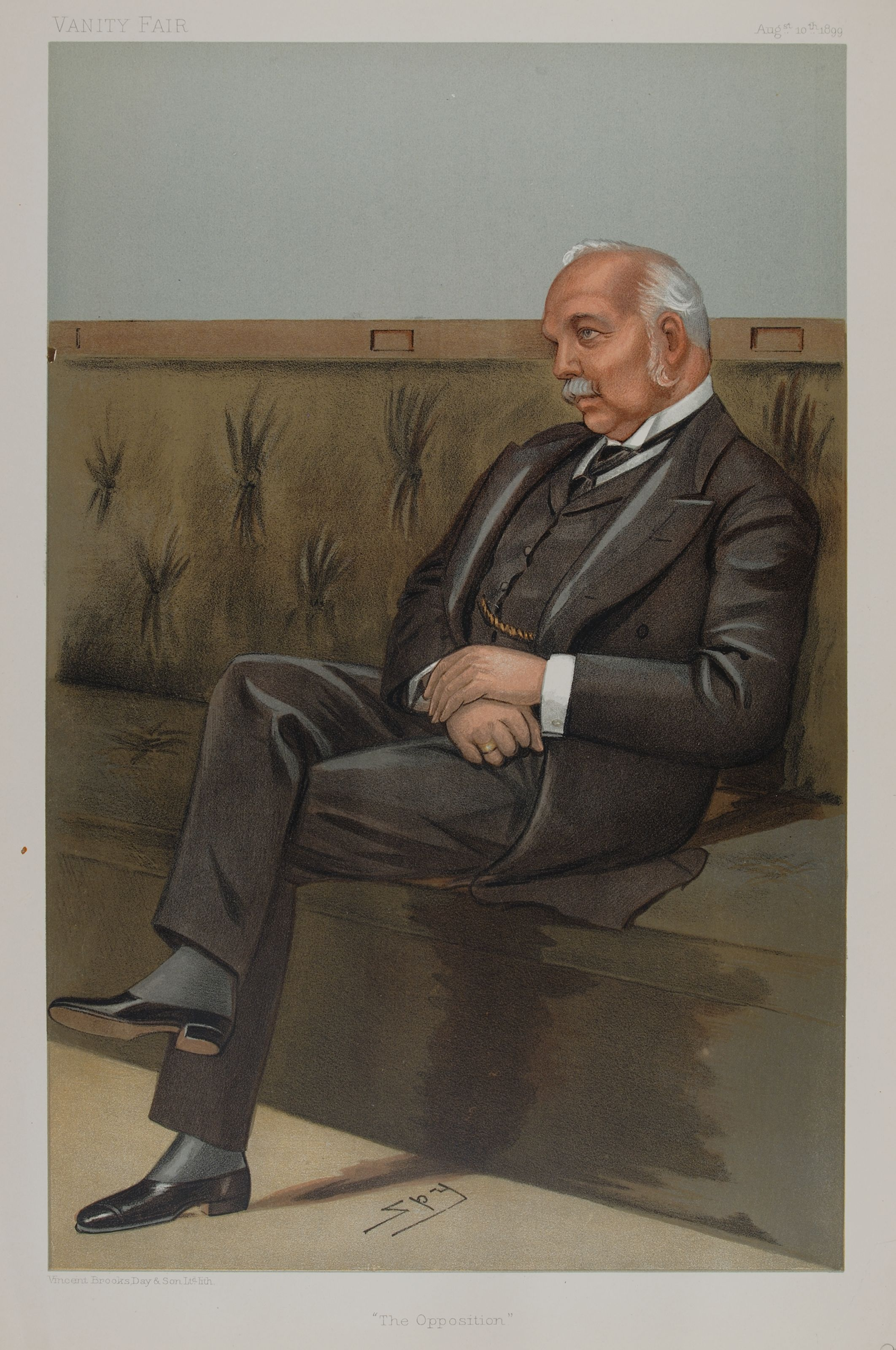
1899年8月10日に『バニティ・フェア』誌に描かれたキャンベル＝バナマン

以降1905年まで自由党の長い野党生活がはじまった。野党期の1898年暮れに自由党党首サー・ウィリアム・ヴァーノン・ハーコートが辞職するとライバルのアスキスを抑えて、1899年に自由党党首となった。就任直後の1899年5月には演説で保守党のプリムローズ・リーグを「わが国の選挙制度に新しい要素を導入した」と評し、その要素とは贈賄であるとした。
保守党政権の第3次ソールズベリー侯内閣が開始した第二次ボーア戦争をめぐっては自由党は戦争を支持する「自由帝国主義派」（ローズベリー伯爵やアスキスら）、戦争を批判する「親ボーア派」（ロイド・ジョージら）、戦争を支持するが早期に穏当な条件で講和を結ぶべきとする中間派（キャンベル＝バナマンら）の3つに分かれた。キャンベル＝バナマンは党首として自由帝国主義派と親ボーア派の和合に努めていたが、戦争が泥沼化する中で徐々に親ボーア派的になっていき、イギリス軍のゲリラ掃討戦を「野蛮戦法」と批判するようになった。しかしこれにより自由帝国主義派との溝が深まり、党は分裂寸前にまで陥った。しかし自由帝国主義派のアスキスが調停的立場に転じてくれたおかげで何とか分裂の危機は回避された。
キャンベル＝バナマンは1905年11月23日の演説でアイルランドの漸進的自治を訴え、これに反発したローズベリー伯爵が再び反旗を翻した。しかしその頃にはローズベリー伯爵の求心力も衰えており、アスキスがバナマンを支持してくれたおかげでローズベリー伯爵一人が党を去ることで党内紛争を終息させることができた。

### 首相
1905年12月、アーサー・バルフォア保守党政権が関税改革論争をめぐって分裂して総辞職した後、国王エドワード7世より組閣の大命を受けた。いまだ自由党内には帝国主義政策をめぐる自由帝国主義派と小英国主義派の二大派閥の争いがあったが、首相となったキャンベル＝バナマンは「邪悪な帝国主義に反対するが、常識に基づく帝国主義には賛成する」という折衷的立場をとり、また「大英帝国本国民が帝国を支配するための資質を育成する」として社会改良政策に尽力するという方針をとることによりアスキス、グレイ、リチャード・ホールデンら自由帝国主義派とロイド・ジョージら急進派をともに内閣に取り込み続けることができた。
1906年1月の解散総選挙では、自由党は377議席を獲得するという地すべり的大勝利を得た。
しかし貴族院においては保守党が半永久的に多数派を占めていた。この時代にはまだ庶民院の優越がなかったため、保守党党首バルフォアは貴族院から政府法案を廃案にする戦術を取った。これによりキャンベル＝バナマン内閣の提出した重要法案はほとんどが否決されるか骨抜きにされた。特に1906年4月に初等教育から宗教教育を取り除くことを目指した教育法案を廃案にされたことにキャンベル＝バナマンは強い怒りを感じ、貴族院権限の縮小の必要性を感じるようになったという。彼は1906年12月20日の庶民院演説で「本院に代表された民衆の意思を効果的に反映させる方法を考慮しなければならない」と訴え、1907年6月24日には庶民院の優越を定めた法律が必要との決議案を庶民院に提出し、これを庶民院に決議させた。
しかしそれを具体化させる前の1908年2月にキャンベル＝バナマンは心臓発作を起こして倒れ、医者の勧めに従って同年4月1日に首相職を辞した。代わってアスキスが組閣の大命を受けた。キャンベル＝バナマンは退任から間もない1908年4月22日、午前9時15分にダウニング街10番地の官邸で死去した。
キャンベル＝バナマンが切望した庶民院の優越を定めた議会法は、続くアスキス内閣期の1911年に達成されることになる。

## 関連文献
- Beach, Chandler B., ed. (1914). "Campbell-Bannerman, Right Hon. Sir Henry" . The New Student's Reference Work  (英語). Chicago: F. E. Compton and Co. p. 316.
- Chisholm, Hugh (1911). "Campbell-Bannerman, Sir Henry" . In Chisholm, Hugh (ed.). Encyclopædia Britannica (英語). Vol. 5 (11th ed.). Cambridge University Press. pp. 131–133.
- Morris, A. J. A. (3 January 2008) [23 September 2004]. "Bannerman, Sir Henry Campbell-". Oxford Dictionary of National Biography (英語) (online ed.). Oxford University Press. doi:10.1093/ref:odnb/32275。 (要購読、またはイギリス公立図書館への会員加入。)